# Mercat de Dong'an
El Mercat de Dong'an (xinès simplificat: 东安市场, pinyin: Dōng'ān Shíchǎng) és un gran edifici comercial situat al número 138 del carrer Wangfujing, a Beijing. Al seu interior es troben dos centres comercials, un al sud, conegut com a mercat de Dong'an, i l'altre al nord, considerat com el nou mercat, que va ser conegut en el seu moment com Sun Dong'an, i actualment com a Beijing apm.
L'actual mercat de Dong'an té els seus orígens el 1902, quan s'estableix a la ubicació actual el que seria un dels primers mercats permanents de Beijing. El Dong'an Shicheng es va construir per una sèrie de renovacions al carrer Dong'an, que va fer que diversos venedors ambulants foren traslladats al solar d'un antic camp d'entrenament militar. Aquell descampat es trobava en la intersecció amb el carrer Wangfujing, que llavors ja era una zona comercial consolidada.
El febrer de 1912 va ser destruït per un incendi, per la qual cosa s'alçà un nou edifici, modern per als estàndards de l'època, construït amb acer, vidre i ferro. El fet d'estar dissenyat com un gran magatzem occidental, i la varietat de productes oferits, el van fer popular entre les masses i la burgesia local. El desembre de 1933 hi havien 267 botigues al seu interior, i uns 658 puestos en les seccions a l'aire lliure. Pel que fa a l'entreteniment, hi havia un billar i en les zones obertes es podien vore màgics i acròbates.
A partir de la dècada del 1980 l'edifici comença a quedar antic i el centre perd popularitat. Per això, l'octubre de 1993 es va demolir el mercat per a construir un de nou, que s'anomenaria Sun Dong'an. Per al projecte actual, es va fer una joint-venture amb una empresa de Hong Kong i es van invertir 300 milions de dòlars en el que esdevindria un símbol de la renovació urbanística de la ciutat. Finalment, el Sun Dong'an, convertit en el major centre comercial de Beijing, obriria les portes el gener del 1998. Al seu interior hi ha un cinema, una bitllera, una discoteca i un gimnàs, a més de botigues. La construcció del nou edifici no va estar exempt de crítiques, sobretot al voltant de la gentrificació del barri. Els botiguers del Dong'an original van passar temporalment a edificis propers, i alguns es van quedar definitivament en no poder permetre's els lloguers del nou Dong'an. És als mercats propers on molts dels veïns van a comprar, ja que es poden trobar els mateixos productes que a Sun Dong'an quasi per la meitat de preu, en part perquè el lloguer és 10 vegades més baix. Des del 20 d'abril del 2008, Sun Dong'an es coneix com Beijing apm.

## Galeria

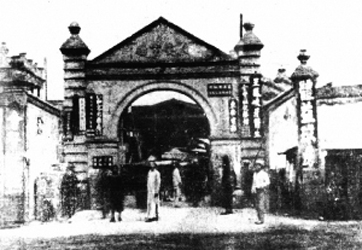
L'entrada principal al mercat de Dong'an als primers anys de la República de la Xina.
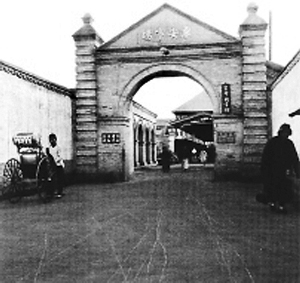
Porta oest del mercat, anys 20.
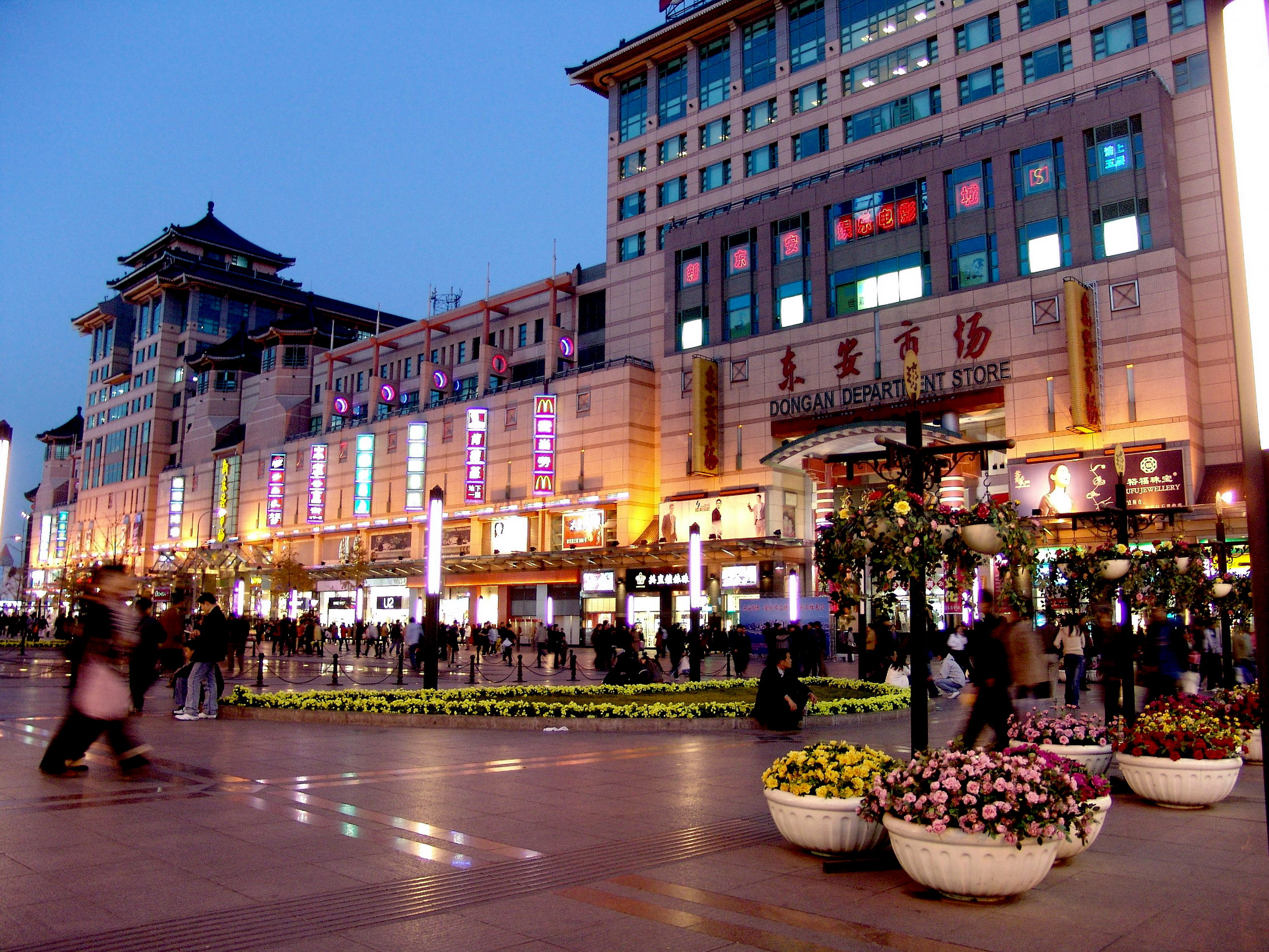
Porta del mercat, a l'esquerra es troba el Beijing apm.